# Système de gestion des passagers
Un système de gestion des passagers (PSS : Passenger Service System en anglais), est un système informatique de nature critique utilisé par les compagnies aériennes. Le PSS est composé de plusieurs éléments qui gèrent la tarification, la réservation, la facturation et l'embarquement.

## Description
Le module de réservation permet à une compagnie aérienne de vendre son inventaire (sièges). Il est composé principalement d’une base de données des horaires, des tarifs et des dossiers client (PNR, Passenger Name Record en anglais). 
Le module d’inventaire est souvent intégré avec le module de réservation, mais peut aussi être indépendant. Il gère la mise en vente des sièges. La mise en vente est définie par des règles mathématiques de Yield management définis par la compagnie. Un siège peut être mis en vente en fonction du prix estimé par le système de gestion des revenus (RMS, Revenue Management System en anglais).
Le module de contrôle des départs (DCS, Departure Control System en anglais) est le système responsable de l’enregistrement, facturation et équilibrage du chargement de l’aéronef. Lors de l’enregistrement il communique avec le module de réservation ainsi qu'avec les systèmes informatiques des services de police et de l'immigration. 

## Principaux Systèmes
| Nom                     | Description                     | Commercialisé par             | Année d’introduction                    |
| ----------------------- | ------------------------------- | ----------------------------- | --------------------------------------- |
| Zenith                  | PSS Intégré (gestion externe)   | Travel Technology Interactive | Années 2000 (solution intégrée)         |
| Altéa                   | PSS Intégré (gestion externe)   | Amadeus IT Group              | 1992 (réservation), 2000 (inventaire)   |
| Horizon                 | PSS classique (gestion externe) | SITA                          | Sous développement                      |
| Gaetan                  | PSS classique (gestion interne) | Air France                    | Années 1970 (retiré de service en 2011) |
| CODECO                  | PSS classique (gestion interne) | KLM                           | Années 1970                             |
| ARCO                    | PSS classique (gestion interne) | Alitalia                      | Années 1970                             |
| SabreSonic              | PSS Intégré (gestion externe)   | Sabre Airline Solutions       | Années 1990                             |
| Travelport Meridian(TM) | PSS classique (gestion externe) | Travelport                    | Années 1970                             |
| FIDO                    | PSS classique (gestion interne) | Finnair                       | Années 1970 (retiré de service)         |
| RESIBER                 | PSS classique (gestion interne) | Iberia                        | Années 1970                             |
| QUBE                    | PSS classique (gestion interne) | Qantas                        | Années 1970 (retiré de service)         |
| Astral                  | PSS                             | Aer Lingus                    |                                         |
| TAIS PSS                | PSS classique (gestion interne) | TAIS                          | 1972 (retiré de service)                |